# AIDAbella
L'AIDAbella è una nave da crociera della classe Spinx, costruita nel 2007 dalla compagnia tedesca Meyer Werft a Papenburg in Germania per l'AIDA Cruises. È gemella dell'AIDAdiva e dell'AIDAluna.